# إدي رامبلينغ
إدي رامبلينغ (بالإنجليزية: Eddie Rampling)‏ هو لاعب كرة قدم بريطاني في مركز نصف الجناح، ولد في 17 فبراير 1948 في ويغان في المملكة المتحدة. لعب مع نادي تشستر سيتي.